# 永長の大田楽
永長の大田楽（えいちょうのおおでんがく）とは、嘉保3年（1096年）の夏に京都で発生した田楽の流行のこと。ただし、同年冬に元号が永長と改元されたため、一般的には「永長の大田楽」と称されている。

## 概要
農耕儀礼に由来し、後に独自の芸能として発達した田楽そのものを京都で見る機会は過去に何度かあった。記録上では長徳4年（998年）を最古とし、嘉保元年（1094年）5月にも田楽の流行はあった。だが、永長の大田楽は京都の貴賤を熱狂的興奮に巻き込んだ現象として後世に伝えられている。
その遠因は嘉保3年（1096年）3月に予定されていた松尾社の祭が穢れを理由に延期になったことに端を発する。直後から、松尾社の神が延期に不満を抱いているとの童謡が広まった。6月に祇園会が開催された頃から再び京都で田楽が流行し始め、京都市中のあちこちで田楽踊が見られるようになった。その勢いは上流階級までも巻き込み、公卿や院近臣の中にも楽器を演じたり踊りに加わる者が相次いだ。田楽は祇園会が終わり、翌7月に入っても収まらなかった。そして、同年7月12日、白河上皇も田楽観覧が好きであった愛娘・媞子内親王（郁芳門院）のために院御所六条殿及び内裏閑院殿・女院御所にて公卿・院近臣たちに華美な格好で田楽を行わせて内親王や堀河天皇とともにこれを楽しみ、これに市中の田楽踊も合流して3つの御所を中心として田楽踊が夜を徹して行われた。この勢いに大江匡房は『洛陽田楽記』（『朝野群載』所収）の中で白居易の漢詩を引用して「一城之人皆若狂（一城の人皆狂えるが如し）」と評している。
ところが、8月7日に媞子内親王が急死し、衝撃を受けた白河上皇が出家すると、熱狂的な田楽流行にも水を差され、急速に鎮静化していった。その後も、嘉承元年（1106年）の祇園会をきっかけに再び田楽の流行があり、この際には参加者の間で武器を持っての乱闘も起きていることから、先の永長の時の媞子内親王急逝と白河上皇出家の件と合わせて、田楽の流行＝下人濫行＝政治的凶事の前触れとして受け止められるようになっていき、確立期の中世的政治体制を揺るがしていくことになる。
この事件をどう解釈するかについては様々な見解があり、政治・社会の行きづまりによって鬱積した人心が当時の享楽主義的な風潮や低俗な迷信と結びついてそのはけ口を求めたとの見方や折からの伊勢神宮の遷宮に伴う課役に対する人々の不満を表明する政治的抗議の一環とする見方などがあり、またこの流行を自然発生的なものとは見ず、政治権力の介在や民間宗教者の暗躍など背後にある存在を見出す見方もある。更に古代から中世への転換期に起きた永長の大田楽と近世から近代への転換期に起きたええじゃないかを比較・検討する研究もある。